# Marià Obiols
Marià Obiols i Tramullas (Barcelona, 26 de septiembre de 1809-ibidem, 11 de diciembre de 1888) fue un compositor español.

## Biografía
Fue hijo de Josep Antoni Obiols y Eulàlia Tramullas i Castellvell, sobrina del pintor Francesc Tramulles. Estudió con Ramón Vilanova, y amplió estudios en Italia con Saverio Mercadante. Durante su estancia en ese país compuso la ópera en italiano Odio ed amore (1837, con libreto de Felice Romani), que estrenó en La Scala de Milán. De regreso a Barcelona, fue el primer director titular de la Orquesta Sinfónica del Gran Teatro del Liceo y director del Conservatorio Superior de Música del Liceo (1847-1888). En la inauguración del Gran Teatro del Liceo estrenó la cantata Il Regio Imene (1847). Desde entonces se dedicó sobre todo a la actividad docente, pero compuso dos óperas más en italiano: Laura Debellan y Edita di Belcourt (1874).